# Crepis triasii
Crepis triasii là một loài thực vật có hoa trong họ Cúc. Loài này được (Cambess.) Fr. mô tả khoa học đầu tiên năm 1848.